# R&S Records
R&S Records is een onafhankelijk platenlabel. Het dancelabel werd in 1984 opgericht in België en gaf enkele baanbrekende platen uit, waaronder Energy Flash van Joey Beltram en Selected Ambient Works 85-92 van Aphex Twin. In de late jaren 1980 was het label (R&S) New beat georiënteerd en bracht het tracks uit zoals Doughnut Dollies van HNO3 en Eighty Eight van Public Relation.

## Geschiedenis

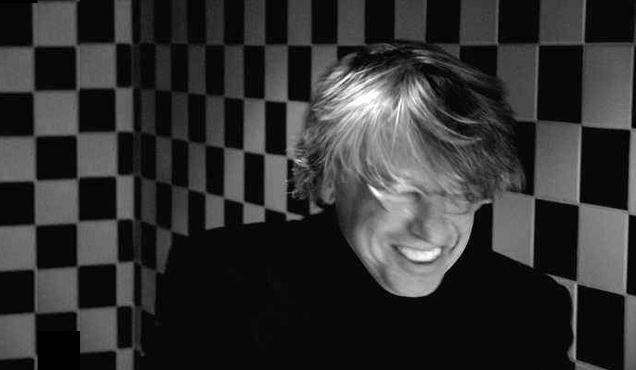
Mede-oprichter Renaat Vandepapeliere in 2012

R&S Records werd in 1984 opgericht in Gent door Renaat Vandepapeliere en Sabine Maes. Het label bracht dance uit in verschillende genres. Genres kregen hun eigen sublabel; Apollo (ambient), Global Cuts (house), Diatomyc (acid), Satori Records en Generations. Producer en uitvinder Herman Gillis ontwikkelde in 1995 de Sherman Filterbank, een synthesizer, toen hij werkzaam was voor R&S.
In 2001 werd het label tot nieuw leven gewekt, maar was nu gevestigd in Londen. Het label nam Britse progressieve, elektronische muzikanten onder contract. In februari 2021 werd R&S door een talentenscout beschuldigd van discriminatie en onrechtmatig ontslag. De zaak werd in mei 2022 afgewezen op grond van het feit dat de scout, Raj Chaudhuri, geen ex-werknemer was maar een freelancer.